# Sur les chemins (un voyage avec William Eggleston)
Pour plus de détails, voir Fiche technique et Distribution.
Sur les chemins (un voyage avec William Eggleston) est un documentaire français réalisé par Vincent Gérard et Cédric Laty, sorti en 2005.

## Fiche technique
- Titre : Sur les chemins (un voyage avec William Eggleston)
- Titre anglais : By the Ways. A Journey with William Eggleston
- Réalisation : Vincent Gérard et Cédric Laty
- Photographie : Vincent Gérard et Cédric Laty
- Son : Francis Bonfanti, Séverin Savriau et Olivier Grandjean
- Montage : Vincent Gérard et Cédric Laty
- Mixage : Frédéric Bielle
- Musique : Cyril Jegou
- Production : Lamplighter Films
- Pays :  France
- Durée : 100 minutes[1]
- Date de sortie : France - juillet 2005 (première mondiale au FIDMarseille) [2] ; 7 février 2007 (sortie nationale)

## Distribution
- William Eggleston

## Distinctions
- FIDMarseille 2005 : prix Georges de Beauregard[3]